# Louis Schaub
Louis Schaub (Fulda, Németország, 1994. december 29. –) osztrák válogatott labdarúgó, a Rapid Wien középpályása. Édesapja, Fred Schaub és bátyja Fabian Schaub szintén labdarúgók.

## Pályafutása
2024 nyarán visszatért a Rapid Wien csapatához.